# Gohonzon
Il Go-honzon (御本尊, "Oggetto di culto", dalla pronuncia giapponese dei caratteri cinesi 御 go che è un titolo onorifico, e 本尊 hon-zon, cioè "oggetto di culto") è un maṇḍala iscritto su di una pergamena redatta in caratteri cinesi e sanscrito.
Si tratta dell'oggetto di culto del Buddismo Nichiren, scuola buddista giapponese fondata nel XIII secolo dal monaco buddista Nichiren (日蓮, 1222-1282), e di tutti i membri della Soka Gakkai (scuola laica buddista, nata in Giappone nel 1930, ora presente in 192 paesi del mondo). 
Il Go-honzon è, nella scuola Nichiren Shōshū, una fedele copia del Dai-Gohonzon (大, giapp. dai, "grande") è stato inciso 200 anni dopo la morte di Nichiren non esistendo la tecnologia necessari per poterlo fare in quel periodo storico, in una tavola lignea e conservato tutt'oggi nel padiglione Hōan-dō (奉安堂), presso il tempio Taiseki-ji (大石寺), dalla scuola Nichiren Shōshū fondata dal discepolo di Nichiren, Nikkō (日興, 1246-1333)
Esso, nella Nichiren Shōshū riceve, prima di essere affidato ad un credente, la Cerimonia dell'"Apertura degli occhi" per permettere a chi pratica di fronte ad esso di fondere la propria natura con quella del Buddha (Kyo-chi Myo-go) e conseguire immediatamente l'illuminazione (fatto ampiamente disputato sia dalla Soka Gakkai che da altri lignaggi di scuola Nichiren). La Nichiren Shoshu non è comunque l'unica scuola di Buddismo Nichiren formatasi nel corso dei secoli; fin dalla morte del fondatore Nichiren si formarono diverse correnti derivanti dai sei preti anziani ai quali Nichiren lasciò in prima istanza la responsabilità della successiva conservazione e propagazione del proprio insegnamento. Tali derivazioni presero, ben prima che le denominazioni della Nichiren Shoshu o della Nichiren Shu (altra scuola di Buddismo Nichiren successivamente formatasi e denominatasi tale) comparissero , i generici nomi di "Scuola Fuji" e di "Scuola Minobu". La prima facente capo al tempio principale Taiseki-ji , fondato nelle vicinanza appunto del monte Fuji e derivante da Nikko Shonin, la seconda facente campo al tempio principale Kuon-ji, rimasta nei pressi del monte Minobu dove Nichiren trascorse gli ultimi anni della sua vita e derivante da Niko Shonin. Le due scuole (appartenenti rispettivamente ai lignaggi Shoretsu e Itchi, differenti nella loro considerazione di importanza di alcune parti del Sutra del Loto) sono coesistite per secoli sul territorio del Giappone medievale e moderno e differiscono per diversi aspetti dottrinali dovuti a differenti interpretazioni degli insegnamenti del comune fondatore Nichiren.  
Per tutte le scuole, tuttavia, come per la Soka Gakkai, il Gohonzon resta l'oggetto di culto fondamentale e non vi sono mai state dispute sulla sua importanza e significato, ed hanno continuato ad iscrivere (copiandoli da Gohonzon iscritti dal fondatore) Gohonzon per i propri fedeli.  
I Gohonzon possono differire leggermente nella forma ma non nella sostanza, come peraltro gli stessi Gohonzon iscritti dal fondatore Nichiren,( se ne conservano al giorno d'oggi più di un centinaio), che avevano differenze formali ma non sostanziali.  
Anche la pratica di recitazione del Daimoku (Namu Myo Ho Renge Kyo) e la lettura di alcune parti del Sutra del Loto, oltre che di numerosi scritti lasciati da Nichiren sono comuni a tutte le scuole. 
Il Go-honzon non simboleggia alcuna divinità, ma rappresenta la vita stessa del "Buddha originale" (本佛,  hon butsu), titolo attribuito dalla Nichiren Shōshū e dalla Soka Gakkai, ed in ultima analisi di ogni singolo credente. Rappresenta cioè la vita di colui che recita, come una sorta di specchio; quindi non è l'oggetto in sé ad essere venerato, bensì è la propria vita, e l'unico mezzo attraverso il quale il praticante può raggiungere i propri obiettivi è la propria azione, illuminata dalla saggezza derivante dalla recitazione del Daimoku e dalla consapevolezza della legge di causa ed effetto.  
Questo maṇḍala è trascritto in inchiostro sumi (墨絵) con la funzione di aiutare ogni singolo essere vivente a realizzare la vera entità di tutti i fenomeni, a raggiungere la Buddità, attraverso la fusione con la "Legge mistica" rappresentata dal daimoku (題目),  proprio grazie alla recitazione di Nam Myo Ho Renge Kyo.  
Davanti al Gohonzon il fedele medita, prega (recita il Daimoku), esprime gratitudine e ricerca la condizione che la base dottrinaria buddista di questa scuola considera la più alta, nell'essere umano e nell'universo, cioè la condizione che viene ad identificarsi con la "Legge Fondamentale di Causa ed Effetto", con l'obiettivo di manifestare attivamente la decima, cioè la più elevata, tra tutte le condizioni possibili (nella visione buddista mahāyāna del principio dei dieci mondi, 十界 giapp. jùkai): la 'Buddità '(lo stato di buddha, 佛 giapp. butsu). 
La realizzazione della Buddità, dell'"illuminazione", nel Buddismo Nichiren, è una condizione dinamica che si manifesta attraverso il vivo interessamento per lo stesso raggiungimento dell'"illuminazione" da parte delle altre persone attraverso azioni concrete, l'invocazione del daimoku (nam myōhō renge kyō 南無妙法蓮華経) e la recitazione del gongyō (勤行, lett. servizio devozionale), che corrisponde alla recitazione di due capitoli del Sutra del Loto, cioè di un brano del II capitolo (comunemente indicato come 方便品 giapp. hōben-hon) e del XVI capitolo (壽量品 juryō-hon), che sono i due capitoli fondamentali, anche se talvolta vengono letti e recitati anche altri capitoli.  
Fino al 1993, anche la Soka Gakkai aveva dei Gohonzon analoghi, ma da quella data ha cominciato a sostituirli con delle riproduzioni di un Gohonzon trascritto dal 26° Sommo Patriarca della Nichiren Shōshū, Nichikan (1663-1726), in quanto la Nichiren Shoshu non ha più permesso che venissero consegnate copie dei Gohonzon in suo possesso ai membri della Soka Gakkai.